# Světový pohár v orientačním běhu 2008
Světový pohár v orientačním běhu v roce 2008 (Orienteering World Cup 2008) je série závodů v orientačním běhu. Tato soutěž je pořádaná každoročně Mezinárodním svazem orientačního běhu (IOF). První oficiální série světového poháru se konala v roce 1986 a poté každý druhý rok až do roku 2004. Od roku 2004 se světový pohár koná každoročně. V roce 2008 bylo na programu 13 bodovaných závodů: v Lotyšsku, Norsku, Česku, Švédsku a Švýcarsku.

## Program světového poháru 2008
| č.  | Datum             | Trať   | Místo               | Závod                                     | Vítěz muži        | Vítěz ženy                |
| --- | ----------------- | ------ | ------------------- | ----------------------------------------- | ----------------- | ------------------------- |
| 1.  | 26. květen 2008   | Sprint | Ventspils, Lotyšsko | EOC 2008                                  | Emil Wingstedt    | Anne Margrethe Hauskenová |
| 2.  | 28. květen 2008   | Long   | Irbene, Lotyšsko    | EOC 2008                                  | Dmitrij Cvetkov   | Anne Margrethe Hauskenová |
| 3.  | 31. květen 2008   | Middle | Jaunupe, Lotyšsko   | EOC 2008                                  | Thierry Gueorgiou | Heli Jukkolaová           |
| 4.  | 20. červen 2008   | Middle | Siggerud, Norsko    | Norsk O-festivalen 2008                   | Anders Nordberg   | Anne Margrethe Hauskenová |
| 5.  | 21. červen 2008   | Long   | Siggerud, Norsko    | Norsk O-festivalen 2008                   | Tero Föhr         | Minna Kauppiová           |
| 6.  | 13. červenec 2008 | Sprint | Olomouc, Česko      | Mistrovství světa v orientačním běhu 2008 | Andrej Chramov    | Anne Margrethe Hauskenová |
| 7.  | 17. červenec 2008 | Middle | Olomouc, Česko      | Mistrovství světa v orientačním běhu 2008 | Thierry Gueorgiou | Minna Kauppiová           |
| 8.  | 19. červenec 2008 | Long   | Olomouc, Česko      | Mistrovství světa v orientačním běhu 2008 | Daniel Hubmann    | Dana Brožková             |
| 9.  | 22. červenec 2008 | Sprint | Sälen, Švédsko      | O–Ringen 2008                             | Peter Öberg       | Anne Margrethe Hauskenová |
| 10. | 23. červenec 2008 | Long   | Sälen, Švédsko      | O–Ringen 2008                             | Tero Föhr         | Anne Margrethe Hauskenová |
| 11. | 24. červenec 2008 | Middle | Sälen, Švédsko      | O–Ringen 2008                             | Daniel Hubmann    | Anne Margrethe Hauskenová |
| 12. | 4. říjen 2008     | Middle | Curych, Švýcarsko   | Swiss Cup 2008                            | Daniel Hubmann    | Minna Kauppiová           |
| 13. | 5. říjen 2008     | Sprint | Curych, Švýcarsko   | PostFinance Sprint 2008                   | Daniel Hubmann    | Anne Margrethe Hauskenová |

## Konečné pořadí TOP - 10
| Muži     | Muži      | Muži              | Muži | Ženy     | Ženy      | Ženy                               | Ženy |
| Umístění | Země      | Jméno a příjmení  | Body | Umístění | Země      | Jméno a příjmení                   | Body |
| -------- | --------- | ----------------- | ---- | -------- | --------- | ---------------------------------- | ---- |
| 1.       | Švýcarsko | Daniel Hubmann    | 800  | 1.       | Norsko    | Anne Margrethe Hausken Nordbergová | 917  |
| 2.       | Francie   | Thierry Gueorgiou | 653  | 2.       | Finsko    | Minna Kauppiová                    | 747  |
| 3.       | Švýcarsko | Matthias Merz     | 440  | 3.       | Švédsko   | Helena Janssonová                  | 430  |
| 4.       | Finsko    | Tero Föhr         | 430  | 4.       | Švédsko   | Annika Billstamová                 | 419  |
| 5.       | Švýcarsko | Baptiste Rollier  | 377  | 5.       | Dánsko    | Signe Søes                         | 409  |
| 6.       | Švédsko   | Emil Wingstedt    | 332  | 6.       | Švédsko   | Emma Claessonová                   | 407  |
| 7.       | Švédsko   | Peter Öberg       | 326  | 7.       | Švédsko   | Sofie Johanssonová                 | 365  |
| 8.       | Norsko    | Anders Nordberg   | 315  | 8.       | Norsko    | Ingunn Hultgreen Weltzienová       | 364  |
| 9.       | Finsko    | Pasi Ikonen       | 313  | 9.       | Norsko    | Marianne Andersenová               | 309  |
| 10.      | Švédsko   | Mats Troeng       | 310  | 10.      | Švýcarsko | Lea Müllerová                      | 306  |